# Unterseeboot UB-124
Pour les autres navires du même nom, voir Unterseeboot 124.
L'Unterseeboot UB-124 est un sous-marin (U-Boot) allemand de type UB III utilisé par la Kaiserliche Marine pendant la Première Guerre mondiale. Il fut mis en service dans la marine impériale allemande le 22 avril 1918.
L'UB-124 fut coulé le 20 juillet 1918 à la position 55° 43′ N, 7° 51′ O par le HMS Marne, le Milbrook, le Pigeon et plus de 30 patrouilleurs.

## Conception
Comme tous les sous-marins de type UB III, l'UB-124 avait un déplacement de 512 tonnes en surface et de 643 tonnes en immersion. Ses moteurs lui permettaient de naviguer à 13,9 nœuds (25,7 km/h) en surface et à 7,6 nœuds (14,1 km/h) en immersion. Il avait un rayon d'action de 7280 milles marins (13480 km) à sa vitesse de croisière. L'UB-124 transportait 10 torpilles et était armé d’un canon de pont de 8,8 cm. L'UB-124 avait un équipage pouvant compter jusqu’à 3 officiers et 31 hommes.

## Historique des services
L'UB-124 a été construit par AG Weser de Brême. Après un peu moins d’un an de construction, il a été lancé à Brême le 19 mars 1918. Il a été mis en service plus tard la même année sous le commandement de l'Oberleutnant zur See Hans Oscar Wutsdorff. 

## Affectations
- IIIe flottille : du 1er au 20 juillet 1918

## Commandants
- Oberleutnant zur See Hans Oscar Wutsdorff[5] : du 22 avril au 20 juillet 1918

## Navires coulés
| Date            | Nom      | Nationalité    | Tonnage | Destin. |
| --------------- | -------- | -------------- | ------- | ------- |
| 20 juillet 1918 | Justicia | United Kingdom | 32234   | Coulé   |